# Laciniodes abiens
Laciniodes abiens là một loài bướm đêm trong họ Geometridae.